# Championnats du Canada de squash
Les Championnats du Canada de squash sont une compétition de squash individuelle organisée par Squash Canada. Ils se déroulent chaque année depuis le 20 mars 1912 avec Kenneth Molson comme premier champion du Canada.
Jonathon Power, champion du monde en 1998, détient le record de victoires masculines avec 8 titres. Heather Wallace détient le record de victoires féminines avec 11 titres d'affilée entre 1987 et 1997.

## Palmarès

### Hommes[2]
- 2025 : Liam Marrison
- 2024 : David Baillargeon
- 2023 : David Baillargeon
- 2022 : David Baillargeon[3]
- 2021 : David Baillargeon[4]
- 2020 : annulés en raison de la Pandémie de Covid-19 au Canada
- 2019 : Nick Sachvie
- 2018 : Andrew Schnell
- 2017 : Nick Sachvie[5]
- 2016 : Andrew Schnell[6]
- 2015 : Shawn Delierre
- 2014 : Shahier Razik
- 2013 : Shawn Delierre
- 2012 : Shahier Razik
- 2011 : Shahier Razik
- 2010 : Shahier Razik
- 2009 : Shahier Razik
- 2008 : Jonathon Power
- 2007 : Shahier Razik
- 2006 : Shahier Razik[7]
- 2005 : Jonathon Power
- 2004 : Graham Ryding
- 2003 : Jonathon Power
- 2002 : Jonathon Power
- 2001 : Jonathon Power
- 2000 : Jonathon Power
- 1999 : Jonathon Power
- 1998 : Graham Ryding
- 1997 : Graham Ryding
- 1996 : Jonathon Power
- 1995 : Gary Waite
- 1994 : Sabir Butt
- 1993 : Gary Waite
- 1992 : Gary Waite
- 1991 : Sabir Butt
- 1990 : Sabir Butt
- 1989 : Gary Waite
- 1988 : Sabir Butt
- 1987 : Dale Styner
- 1986 : Jamie Hickox
- 1985 : Dale Styner
- 1984 : Dale Styner
- 1983 : Jonah Barrington
- 1982 : Doug Whittaker
- 1981 : Doug Whittaker
- 1980 : Brad Desaulniers
- 1979 : Michael Desaulniers
- 1978 : Jug Walia
- 1977 : Bruce Brownlee
- 1976 : Michael Desaulniers
- 1975 : Michael Desaulniers
- 1974 : Gordon Anderson

### Femmes[8]
- 2025 : Nicole Bunyan
- 2024 : Hollie Naughton
- 2023 : Hollie Naughton
- 2022 : Hollie Naughton[3]
- 2021 : Danielle Letourneau[4]
- 2020 : annulés en raison de la Pandémie de Covid-19 au Canada
- 2019 : Samantha Cornett
- 2018 : Danielle Letourneau
- 2017 : Hollie Naughton[5]
- 2016 : Hollie Naughton[6]
- 2015 : Samantha Cornett
- 2014 : Samantha Cornett
- 2013 : Samantha Cornett
- 2012 : Miranda Ranieri
- 2011 : Miranda Ranieri
- 2010 : Miranda Ranieri
- 2009 : Runa Reta
- 2008 : Alana Miller
- 2007 : Alana Miller
- 2006 : Carolyn Russell
- 2005 : Melanie Jans
- 2004 : Alana Miller
- 2003 : Marnie Baizley
- 2002 : Margo Green
- 2001 : Melanie Jans
- 2000 : Melanie Jans
- 1999 : Marnie Baizley
- 1998 : Melanie Jans
- 1997 : Heather Wallace
- 1996 : Heather Wallace
- 1995 : Heather Wallace
- 1994 : Heather Wallace
- 1993 : Heather Wallace
- 1992 : Heather Wallace
- 1991 : Heather Wallace
- 1990 : Heather Wallace
- 1989 : Heather Wallace
- 1988 : Heather Wallace
- 1987 : Heather Wallace
- 1986 : Gail Pimm
- 1985 : Julieanne Harris
- 1984 : Julieanne Harris
- 1983 : Joyce Maycock
- 1982 : Joyce Maycock
- 1981 : Nancy Ballantyne
- 1980 : Ann Thompson
- 1979 : Beryl Paton
- 1978 : Nancy Ballantyne
- 1977 : Jane Cartmel
- 1976 : Heather McKay
- 1975 : Patricia Faulkner
- 1974 : Ginny Akabane[9]
- 1973 : Ginny Akabane